# Исторический музей (станция метро)
«Исторический музей» (укр. Історичний музей  (слушать)о файле) — станция Харьковского метрополитена, южная конечная Салтовской линии. Над станцией расположена площадь Конституции.

## История и описание
Станция открыта 11 августа 1984 года. Своё название получила благодаря расположенному рядом Харьковскому историческому музею. Проектное название — «Советская-2».
Станция связана двумя переходами — в центре и торце зала — с соседней станцией Холодногорско-Заводской линии «Площадь Конституции». Четыре эскалаторные ленты ведут в просторный подземный вестибюль, расположенный под площадью Конституции. Он связан с подземным переходом, выходы из которого ведут на площадь, к началу Сумской улицы, на улицу Университетскую и к Бурсацкому спуску.
Конструкция станции — колонная глубокого заложения. Шаг колонн — 5,25 метров.
В отделке стен и колонн зала применен светлый мрамор «Коелга». С ними контрастируют путевые стены, облицованные коричневым мрамором Хустовского месторождения «Большой каменец». Путевые стены расчленены геральдическими рельефами из бронзового литья.
После ремонта путевые стены лишились выступов и стали плоскими, стены облицованы красным гранитом и стали более темными со вставками серого гранита и белого мрамора. Также верхняя часть пилонов лишилась мраморной облицовки. Мрамором облицована только вертикальная часть.

## Галерея

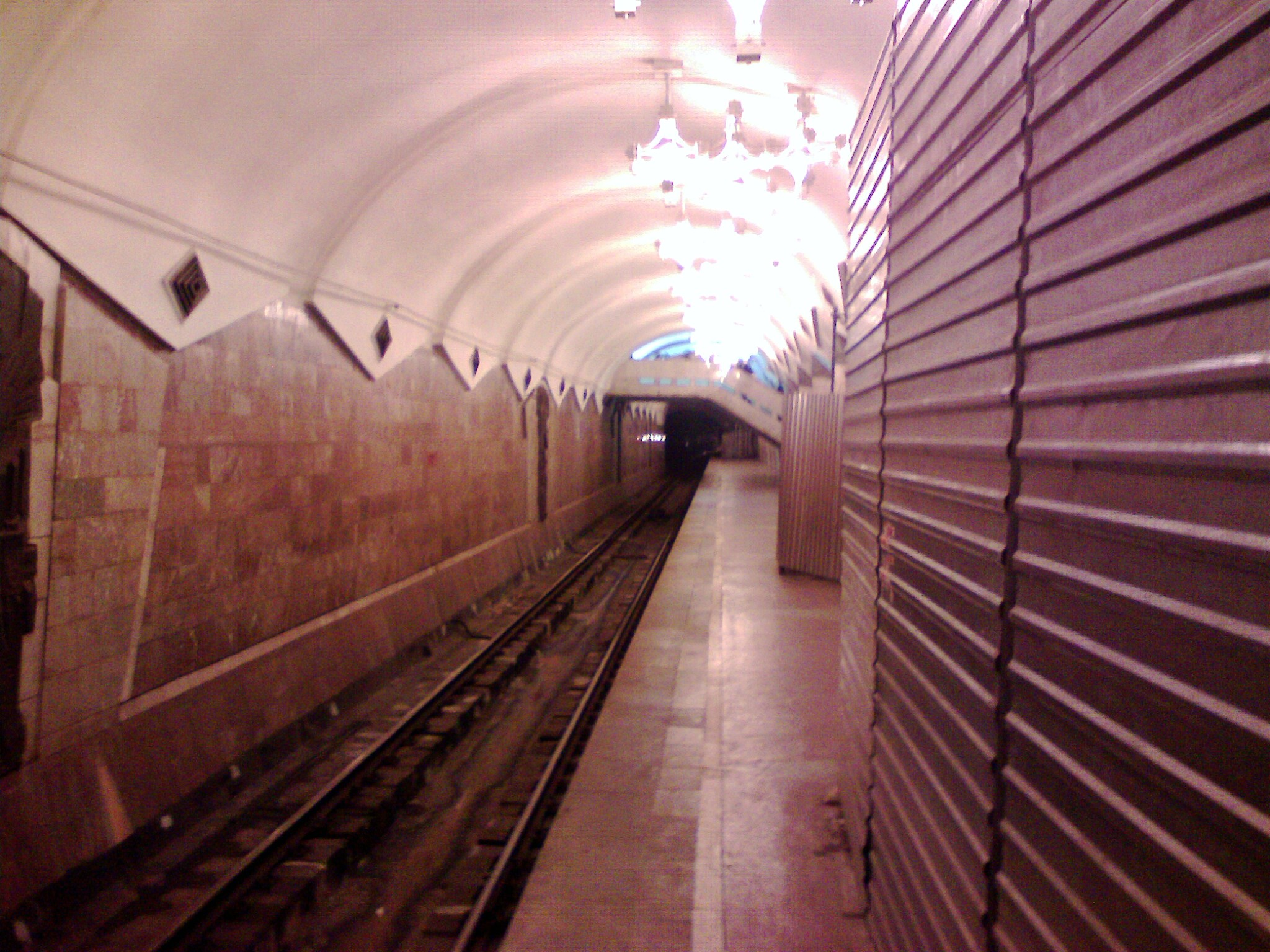
Закрыты забором колонны, которые ремонтируются.
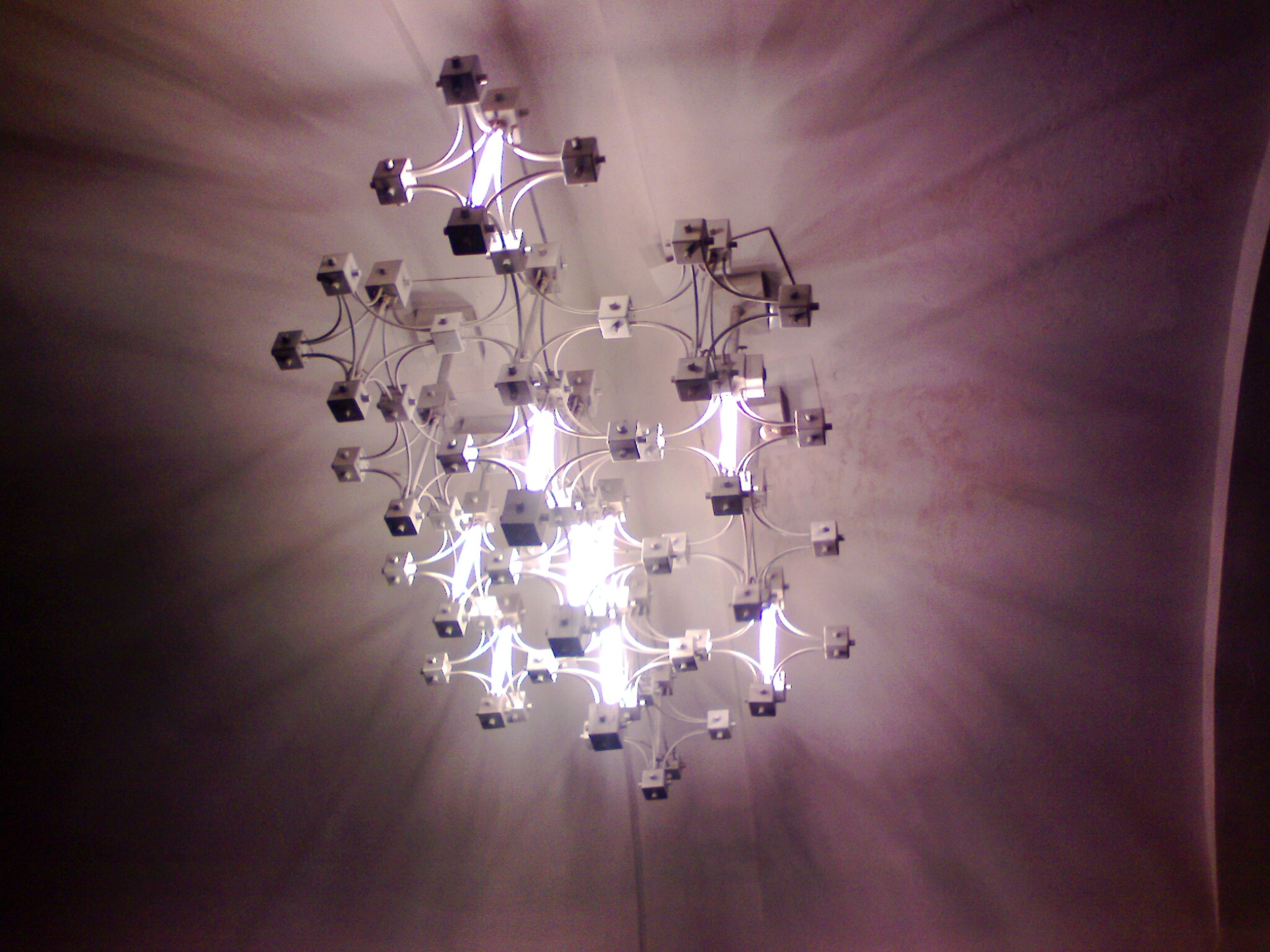
Люстра на станции «Исторический музей».
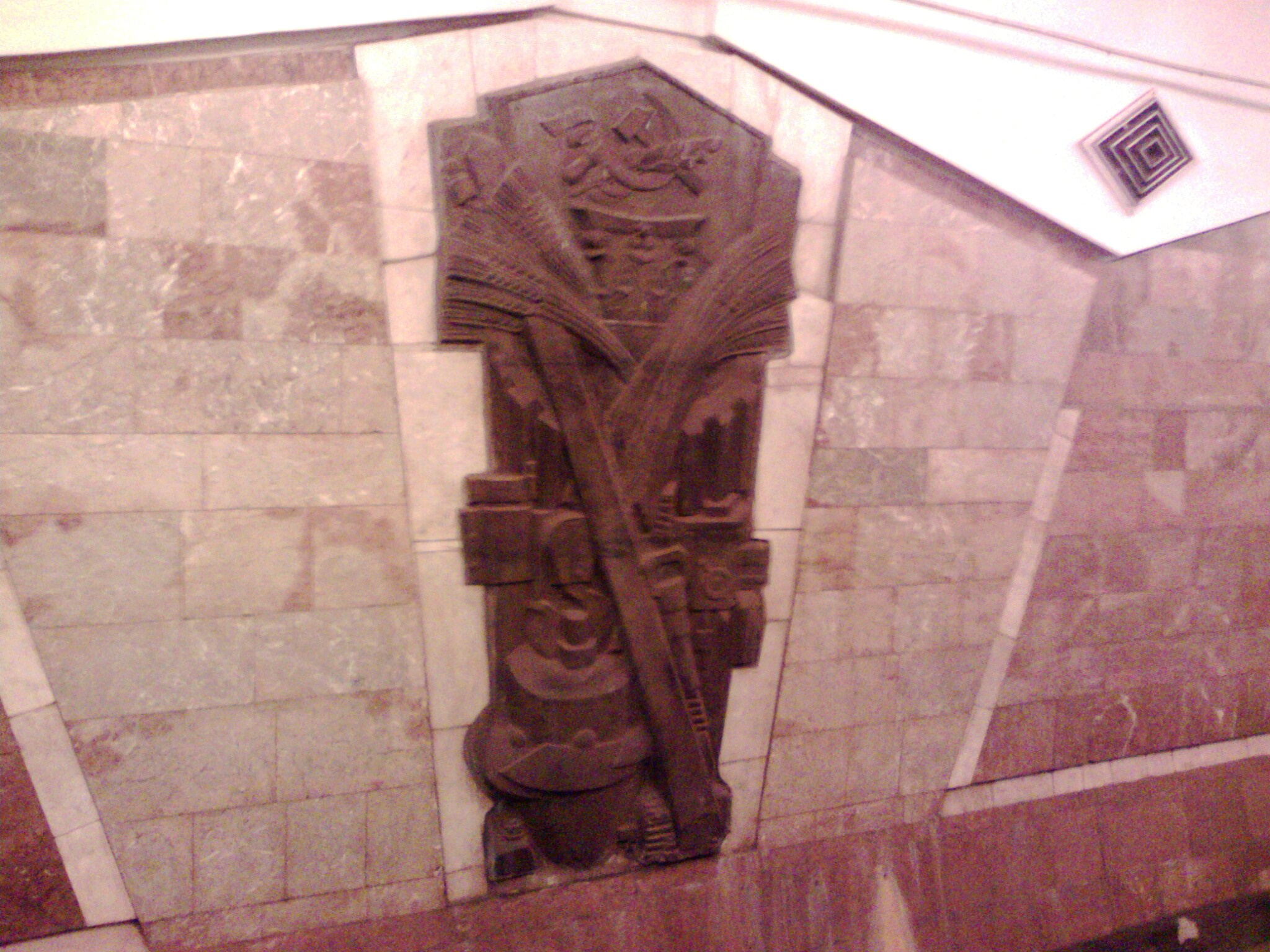
Исторический барельеф на станции «Исторический музей».